# Aeroportul Ugashik
Aeroportul Ugashik (IATA: UGS, FAA LID: 9A8) este un aeroport din Alaska, Statele Unite ale Americii ce deservește zona Ugashik⁠(d). Aeroportul a fost tranzitat în 2019 de 196 de pasageri. A fost numit după zona deservită.
Situat la o altitudine de 8 m, aeroportul dispune de 1 pistă.

## Infrastructură

### Piste
Aeroportul dispune de o singură pistă. Pista 06/24 are suprafața de pietriș și dimensiunile 3.100 picioare × 60 picioare. 